# William Boardman
William Edwin Boardman, född 1810, död 1886, var en amerikansk metodist.
Boardman tillhörde den amerikanska helgelserörelsen i en mera moderat form, i det att han ogillade extas och avvisade läran om att människans syndiga natur utrotas genom helgelsen. Sin helgelselära har han framlagt i skriften The higher Christian life (1845). Boardman företrädde även helbrägdagörelse genom tron. Tillsammans med R. Pearsall Smith verkade han för helgenseförelsen i Storbritannien under Oxfordväckelsen 1875. Här stiftade han även helbrägdagörelsehemmet Betshan i London 1882. Boardman besökte 1880 Sverige och skrev efter besöket The Lord that healeth Thee (Jehova-Rophi) (1881, svensk översättning Herren din läkare 1882).
Flera andra skrifter av Boardman finns i svensk översättning.